# 虚幻引擎
虚幻引擎（英語：Unreal Engine）又称UE引擎，是一款由Epic Games開發的遊戲引擎。该引擎主要是为了開發第一人稱射擊遊戲而设计，但现在已经被成功地应用于开发模擬遊戲、恐怖遊戲、角色扮演遊戲等多種不同類型的遊戲。虛幻引擎除了被用於開發遊戲，現在也用於電影的虛擬製片（Virtual Production），例如《曼達洛人》就使用了虛幻引擎4。
截止2024年11月29日，虚幻引擎最新版本為5.5
， Epic已在2021年初开始提供预览，在2021年4月正式推出。Epic已在2021年年中时将其整合入堡垒之夜，这款游戏已成为2020年PlayStation 5和Xbox Series X的首发作品之一。

## 版本

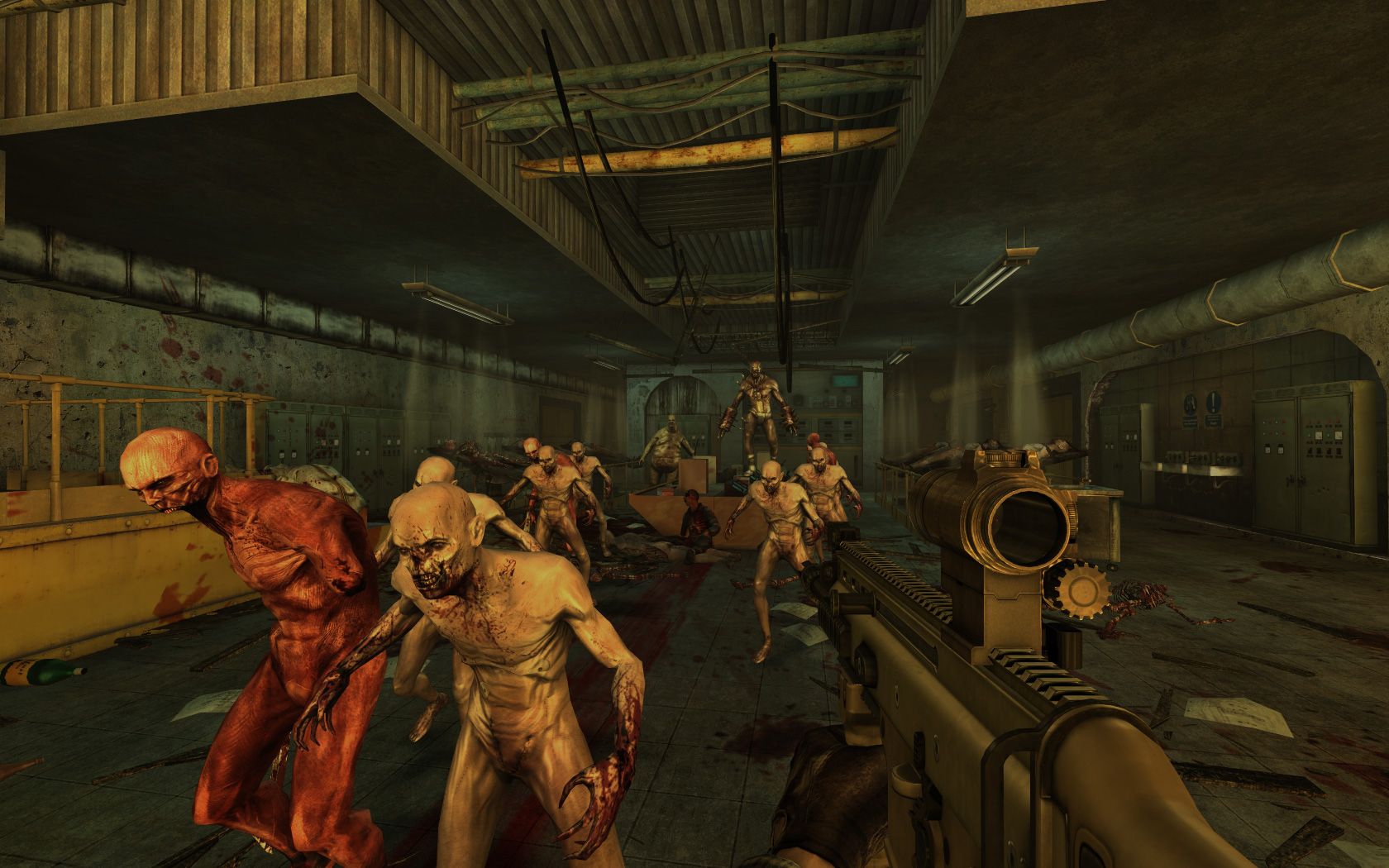
《殺戮空間》 - Unreal Engine 2.

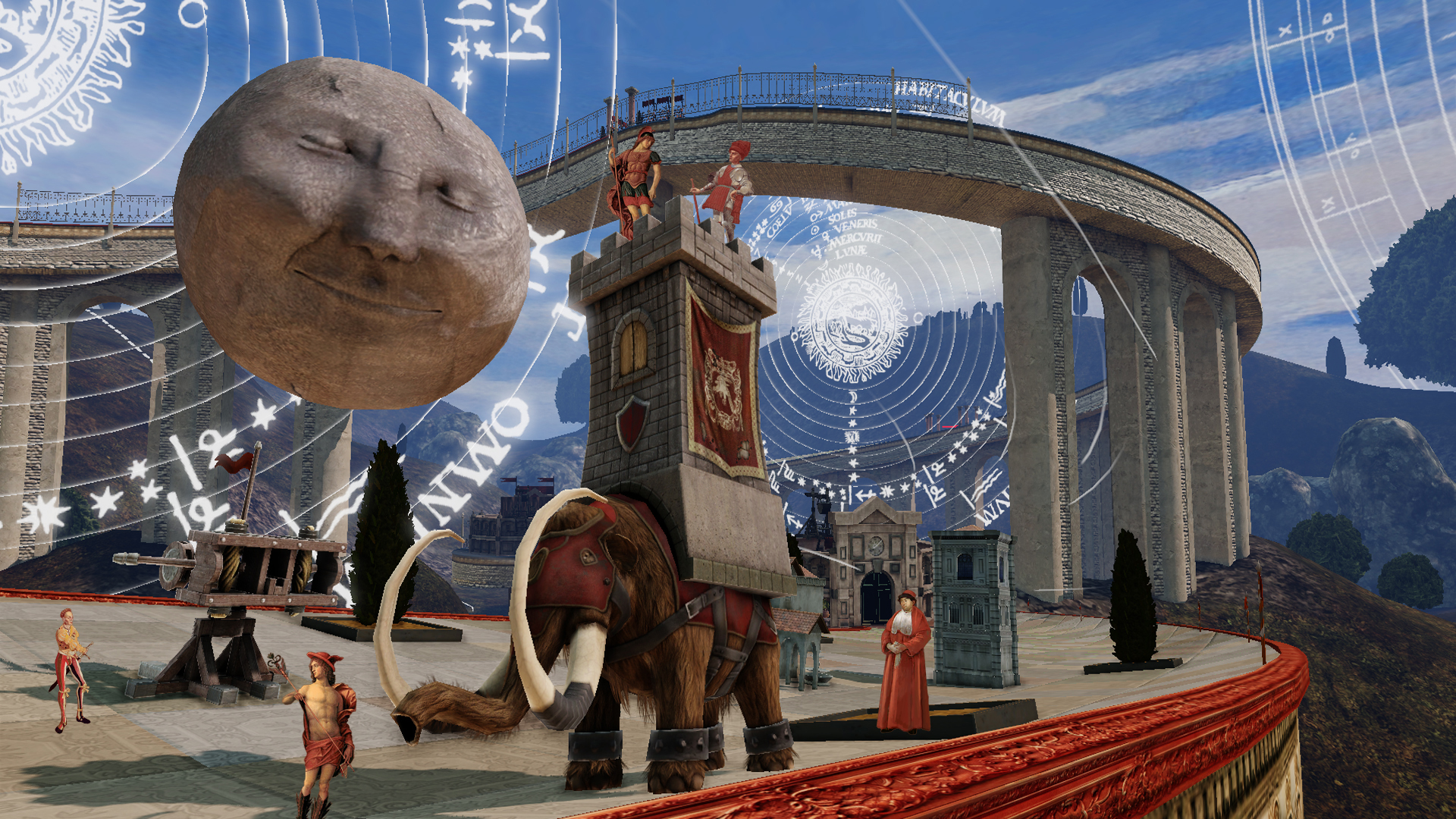
Rock of Ages - Unreal Engine 3.

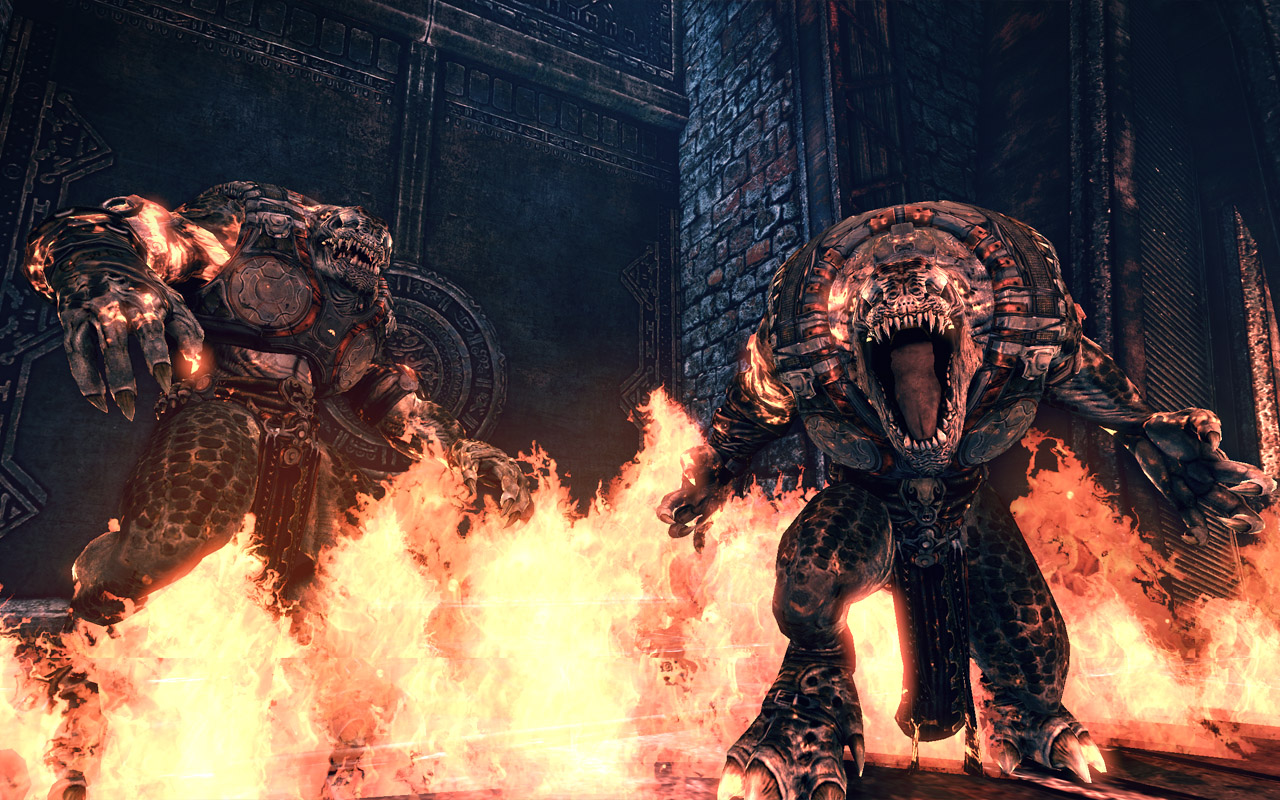
The Ball - Unreal Engine 3.

### 虚幻引擎1
於1998年推出，初代虛幻引擎將渲染、碰撞偵測、AI、圖形、網絡和文件系統整合為一個完整的引擎。Epic Games將這款引擎用於《魔域幻境》和《虛幻競技場》。

### 虚幻引擎2
二代當初是向《虛幻競技場2003》所開發，這個版被以Unreal ED3編碼完全重寫，也將《虛幻競技場2004》中改進載具模擬的Karma physics SDK整合在一起，也強化了許多元素。
支援PlayStation 2、XBOX與GameCube。《魔域幻境II》也是以此引擎開發（版本與《虛幻競技場2003》相同）。

### 虚幻引擎3

#### 开发工具
虚幻引擎开发工具包（英語：Unreal Development Kit，简称“UDK”）為2009年11月Epic Games所釋出的遊戲開發工具，对应虚幻引擎3。
Epic表示並不會提供玩家指導，所以使用時要參考基本的教學，也可至論壇上觀摩。開發套件中已包含了遊戲應用程式，死亡竞赛（Deathmatch）及奪旗模式（CTF）各含兩個地圖，修改器(外掛)內含模組修改器、音效修改器、地圖編輯器...等，Unreal Frontend則是封裝遊戲的工具；但此套件最主要還是經由修改程式碼（Unreal Script）的內容（其位於Development資料夾中），完成自己理想的遊戲內容。
- 版本：
  - 2009年11月发布Beta版本
  - 2009年11月17日發布beta 2版本
  - 2014年3月發布4版本

之後每月發布一次beta版本，2010年7月以後的版本（即8月版）開始，遊戲應用程式不支援中文；2010年12月版支援iOS系統。

### 虚幻引擎4
2005年8月，Epic Games副总裁Mark Rein透露，自2003年以来，虚幻引擎4一直在开发中。直到2008年，Epic Games的首席执行官兼创始人Tim Sweeney表示引擎“基本上”完成了开发。2014年1月在CES上宣布该引擎针对第八代游戏机，个人电脑和基于Tegra K1的运行Android的设备开发。

### 虛幻引擎5
虛幻引擎5於2020年5月13日釋出，支援所有現有系統，包括次世代遊戲主機PlayStation 5和Xbox Series X/S。該引擎的研發工作在釋出前約兩年就已開始，並於2022年4月5日正式面向開發者推出。
虛幻引擎5採用了兩大核心技術，一是“Nanite”，這是一個允許將高細節攝影源材料匯入遊戲的先進技術，Nanite的出現讓Epic能夠利用其收購最大的攝影測量庫Quixel。
虛幻引擎5的目標是讓開發者輕鬆的建立有細節的遊戲世界而無須花費更多時間在開發精細的Assets上｡Nanite可以匯入任何3D電腦繪圖軟體做出的3D模型和3D場景，像是Zbrush､Blender，從而讓開發者使用高面數的模型與高解析度的貼圖，並且無須擔心記憶體的限制｡
二是Lumen，Lumen是一種動態全局光照與反射系統，它是基於光線追蹤但更為優化的形式，可以在不同的圖形架構中更廣泛的採用，而無須用到價格高昂的顯示卡。
總結來說，Lumen很優秀，但是它主要的缺點是被僅限於在虛幻引擎5上的使用，這意味著Lumen與 NVIDIA DLSS 類似，它永遠不會像其他開源技術（FXAA、SMAA 甚至 TAA）那樣被廣泛使用。從好的方面來說，它應該允許獨立工作室利用這種先進的 GI 技術，而無需付出太多心力。此外，它還將促使其他主要的引擎（最著名的是 CryEngine、Frostbyte、Dunia 和 Snowdrop）推出它們自己優化的、基於軟體的光線追蹤器，這些光線追蹤器可以在所有硬體上執行｡除了Nanite和Lumen，虛幻5在後續的版本更新虛擬陰影貼圖 (VSM)，Nanite 還更新了可程式設計光柵化器、相機內視覺效果(In-Camera Visual Effects)、AI人工智慧工具、MetaSounds、世界分區(World Partition)以及更好的動畫系統｡
根據GDC 2023公佈的訊息，在未來的5.2版本將會新增許多新功能，例如 Nanite Displacement Map、Render Resources Utility、Niagara Decal Renderer、Sequencer Niagara Sim Cache、Soundscape Ambience､ Procedural Content Generation、Scriptable Tools｡此外，在未來將會推出更多新工具給開發者使用，例如統合了Unreal Engine Marketplace, Sketchfab, Quixel Bridge,ArtStation Marketplace
的全新Marketplace- Fab，開發者可以在Fab下載和購買需要的資源、販賣素材資源賺錢｡對於程式設計師，未來會推出一個全新的程式語言-Verse應對元宇宙帶來的開發難題｡

## 延伸閱讀
文章
- Kosak, Dave. . GameSpy.   [2017-08-13]. （原始内容存档于2001-06-21）.
- Buecheler, Christopher. . GameSpy.   [2017-10-03]. （原始内容存档于2001-06-21）.
- Keighley, Geoffrey. . GameSpot.   [2017-11-24]. （原始内容存档于2001-05-19）.
- Herz, J.C. . The New Yorker. December 1999  [2017-11-24]. （原始内容存档于2021-04-27）.
- Stuart, Keith. . The Guardian. December 2009  [2017-11-24]. （原始内容存档于2021-04-27）.
- Thomsen, Mike. . IGN. February 2010  [2017-11-24]. （原始内容存档于2017-07-12）.
- Gaudiosi, John. . Forbes. September 2011  [2017-11-24]. （原始内容存档于2014-10-07）.
- Bullis, Kevin. . MIT Technology Review. November 2011  [2017-11-24]. （原始内容存档于2019-05-02）.
- Horvath, Stu. . Wired. May 2012  [2017-11-24]. （原始内容存档于2015-05-30）.
- Thier, Dave. . Forbes. June 2012  [2017-11-24]. （原始内容存档于2014-10-06）.
- Steiner, Brian. . Popular Mechanics. June 2013  [2017-11-24]. （原始内容存档于2021-04-27）.
- GamesTM. . GamesTM. September 2014  [2017-11-24]. （原始内容存档于2018-10-23）.
- Gaudiosi, Johndate. . Fortune. March 2015  [2017-11-24]. （原始内容存档于2015-03-08）.
- Plante, Chris. . The Verge. March 2015  [2017-11-24]. （原始内容存档于2021-04-27）.
- Harrington, Richard. . Automotive World. November 2016  [2017-11-24]. （原始内容存档于2017-08-16）.
- Gaudiosi, John. . [a]listdaily. March 2017  [2017-11-24]. （原始内容存档于2022-06-23）.
- Batchelor, James. . GamesIndustry.biz. April 2017  [2017-11-24]. （原始内容存档于2021-04-27）.

教程
- Flynt, John P. & Caviness, Chris. . Thomson Course Technology. May 2006. ISBN 978-1-598-63148-7.
- Busby, Jason; Parrish, Zak & Wilson, Jeff. . Sams Publishing. July 2009  [2017-11-24]. ISBN 978-0-672-32991-3. （原始内容存档于2021-04-27）.
- Busby, Jason; Parrish, Zak & Wilson, Jeff. . Sams Publishing. October 2009  [2017-11-24]. ISBN 978-0-672-32992-0. （原始内容存档于2021-04-27）.
- Amresh, Ashish & Okita, Alex. . CRC Press. August 2010  [2017-11-24]. ISBN 978-1-568-81459-9. （原始内容存档于2021-04-27）.
- Busby, Jason; Parrish, Zak & Wilson, Jeff. . Sams Publishing. January 2011. ISBN 978-0-672-33082-7.
- Moore, Richard J. . Packt Publishing. August 2011  [2017-11-24]. ISBN 978-1-849-69052-2. （原始内容存档于2021-04-27）.
- Cordone, Rachel. . Packt Publishing. December 2011  [2017-11-24]. ISBN 978-1-849-69192-5. （原始内容存档于2021-04-27）.
- Thorn, Alan. . Cengage Learning, Inc. December 2011  [2017-11-24]. ISBN 978-1-435-46018-8. （原始内容存档于2021-04-27）.
- Mooney, Thomas. . Packt Publishing. February 2012  [2017-11-24]. ISBN 978-1-849-69180-2. （原始内容存档于2021-04-27）.
- Chin, Robert. . Apress Media LLC. April 2012  [2017-11-24]. ISBN 978-1-430-24035-8. （原始内容存档于2021-04-27）.
- Hußmann, Heinrich.  (PDF). Ludwig-Maximilians-Universität München. October 2012  [2015-06-29]. （原始内容 (PDF)存档于2015-02-09）.
- Doran, John P. . Packt Publishing. March 2013. ISBN 978-1-849-69560-2.
- Sholler, Geof. . Packt Publishing. August 2013  [2017-11-24]. ISBN 978-1-849-69580-0. （原始内容存档于2021-04-27）.
- Finch, Andrew. . 3DTotal Publishing. March 2014. ISBN 978-1-909-41404-4.
- Shah, Ryan. . CreateSpace Independent Publishing. June 2014  [2017-11-24]. ISBN 978-1-500-21310-7. （原始内容存档于2021-04-27）.
- . Evermotion.   [2017-11-24]. （原始内容存档于2021-04-27）.